# Tony Roberts
David Anthony (Tony) Roberts, född 22 oktober 1939 i New York, död 7 februari 2025 i New York, var en amerikansk skådespelare. Han medverkade bland annat i ett flertal av Woody Allens filmer.

## Filmografi i urval
- 1972 – En gång till, Sam
- 1973 – Serpico
- 1974 – Pelham 1-2-3 kapat
- 1975 – En brud på halsen
- 1977 – Annie Hall
- 1980 – Just Tell Me What You Want
- 1980 – Stardust Memories
- 1982 – En midsommarnatts sexkomedi
- 1983 – Huset som gud glömde 3
- 1986 – Hannah och hennes systrar
- 1987 – Radio Days
- 1991 – Switch
- 1995 – Victor/Victoria
- 2005 – Uppgörelsen - 12 and Holding

## Fotnoter
1. ↑  SNAC, SNAC Ark-ID: w6j39p83, läs online, läst: 9 oktober 2017.[källa från Wikidata]
2. ↑  Internet Broadway Database, Internet Broadway Database person-ID: 57952, läst: 9 oktober 2017.[källa från Wikidata]
3. ↑  Internet Broadway Database, Internet Broadway Database person-ID: 58006, läst: 9 oktober 2017.[källa från Wikidata]
4. ↑  Tony Roberts, Woody Allen Sidekick and Broadway Stalwart, Dies at 85 (på engelska), 7 februari 2025, läs online, läst: 16 februari 2025.[källa från Wikidata]
5. ↑  Tjeckiska nationalbibliotekets databas, NKC-ID: xx0160931, läst: 15 mars 2025.[källa från Wikidata]
6. ↑  https://www.hollywoodreporter.com/movies/movie-news/tony-roberts-dead-woody-allen-annie-hall-1236130177/ (engelska)